# Liste der Gebietsänderungen im Ruhrgebiet von 1946 bis 1965
Die Liste der Gebietsänderungen im Ruhrgebiet von 1946 bis 1965 enthält wichtige Änderungen der Gemeindegebiete im Ruhrgebiet in der Zeit vom 1. Januar 1946 bis zum 31. Dezember 1965. Dazu zählen unter anderem Zusammenschlüsse und Trennungen von Gemeinden, Eingliederungen von Gemeinden in eine andere, Änderungen des Gemeindenamens und größere Umgliederungen von Teilen einer Gemeinde in eine andere.

## Legende
- Datum: juristisches Wirkungsdatum der Gebietsänderung
- Gemeinde vor der Änderung: Gemeinde vor der Gebietsänderung
- Maßnahme: Art der Änderung
- Gemeinde nach der Änderung: Gemeinde nach der Gebietsänderung
- Landkreis: Landkreis der Gemeinde nach der Gebietsänderung
- OT: Ortsteil

Die Sortierung erfolgt chronologisch: Datum, kreisfreie Städte, Landkreise, aufnehmende oder neu gebildete Gemeinde. Heute noch bestehende Gemeinden sind farbig unterlegt.

## Liste
| Datum      | Gemeinde vor der Änderung                    | Maßnahme        | Gemeinde nach der Änderung | Kreis/Landkreis   |
| ---------- | -------------------------------------------- | --------------- | -------------------------- | ----------------- |
| 01.04.1949 | Milspe Voerde                                | Zusammenschluss | Ennepetal                  | Ennepe-Ruhr-Kreis |
| 01.04.1950 | Löhnen                                       | Eingliederung   | Voerde (Niederrhein)       | Dinslaken         |
| 01.07.1950 | Lünen (118 ha) Teile von Brambauer           | Umgliederung    | Dortmund                   | –                 |
| 01.07.1950 | Dortmund (115 ha) Teile von Schwieringhausen | Umgliederung    | Lünen                      | –                 |
| 02.08.1950 | Rumeln                                       | Namensänderung  | Rumeln-Kaldenhausen        | Moers             |
| 18.08.1950 | Repelen-Baerl                                | Namensänderung  | Rheinkamp                  | Moers             |
| 01.04.1951 | Ossenberg Wallach                            | Eingliederung   | Borth                      | Moers             |
| 01.04.1951 | Altenbögge Bönen                             | Zusammenschluss | Altenbögge-Bönen           | Unna              |
| 01.04.1953 | Rheurdt OT Schaephuysen                      | Umgliederung    | Schaephuysen               | Moers             |
| 01.10.1959 | Welper (2 ha)                                | Umgliederung    | Blankenstein               | Ennepe-Ruhr-Kreis |
| 01.01.1960 | Oberstüter (4 ha)                            | Umgliederung    | Bredenscheid-Stüter        | Ennepe-Ruhr-Kreis |
| 01.01.1960 | Bredenscheid-Stüter (5 ha)                   | Umgliederung    | Oberstüter                 | Ennepe-Ruhr-Kreis |
| 01.09.1960 | Bruckhausen Bucholtwelmen                    | Eingliederung   | Hünxe                      | Dinslaken         |
| 01.09.1960 | Niedersprockhövel Obersprockhövel            | Zusammenschluss | Sprockhövel                | Ennepe-Ruhr-Kreis |
| 01.08.1964 | Ardey Dellwig                                | Eingliederung   | Langschede                 | Unna              |